# Ley Orgánica Constitucional sobre votaciones populares y escrutinios
La ley N.° 18.700 sobre Votaciones Populares y Escrutinios es una ley chilena de carácter orgánico constitucional que regula los procedimientos para la preparación, realización, escrutinio y calificación de los plebiscitos y elecciones  presidenciales, parlamentarias y municipales. 
Además, establece y regula el funcionamiento de las Juntas Electorales, y determina la actuación del Tribunal Calificador de Elecciones en cada proceso eleccionario.

## Contenido
La ley se clasifica por títulos y párrafos referentes al acto preparatorio de las elecciones; al acto electoral; del escrutinio local; de las reclamaciones electorales; del escrutinio general y de la calificación de las elecciones; del orden público; de las sanciones y procedimientos judiciales; de la independencia e inviolabilidad y las sedes y los apoderados; de los efectos electorales, de las publicaciones y exenciones de derechos e impuestos; disposiciones generales; de los distritos electorales y circunscripciones electorales para las elecciones de diputados y senadores; de las juntas electorales y de las votaciones en el extranjero y disposiciones transitorias.